# Kawaminami
Kawaminami (japanska: 川南町?, Kawaminami-chō) är en landskommun (köping) i Miyazaki prefektur på ön Kyūshū i södra Japan. 